# Гурбанов, Нуран Вахид оглы
Нуран Вахид оглы Гурбанов (азерб. Qurbanov Nuran Vahid oğlu; 10 августа 1993, Зангилан, Азербайджан) — азербайджанский футболист, полузащитник.

## Биография
Нуран Гурбанов начал заниматься футболом в возрасте 9 лет в бакинском поселке Баладжары, в команде «Локомотив». Определённое время выступал за мини-футбольный состав «железнодорожников». Далее перешёл в клуб «МОИК», где занимался под руководством тренера Рамиля Алиева. В составе спортивного клуба армии участвовал в чемпионате Азербайджана среди юношей до 15 и 16 лет.
Двоюродный брат футболиста — Асиман Гурбанлы является чемпионом Европы и мира по каратэ.

## Клубная карьера

### Чемпионат
Профессиональную карьеру футболиста начал в 2009 году с выступления в юношеском составе (U-19) клуба Премьер-лиги «Мугань» Сальяны. В 2010 году стал игроком основного состава. Летом 2010 года переходит в состав команды «МОИК», где выступает до января 2011 года.
Во время зимнего трансферного окна 2011 года подписывает контракт на 2,5 сезона (до 2014 года) с ФК «Габала» из одноимённого города. Отыграв в составе габалинцев полтора сезона, в августе 2012 года возвращается в Баку, теперь уже в клуб «Ряван», где выступает на правах аренды. В июне 2013 года вновь возвращается в стан «Габалы», где и выступает по сей день.

### Кубок
В Кубке Азербайджана провел две игры в составе ФК «Ряван».
| № | Дата            | Раунд      | Клуб    | Соперник          | Лига            | Итог  |
| - | --------------- | ---------- | ------- | ----------------- | --------------- | ----- |
| 1 | 28 ноября 2012  | 1/8 финала | «Ряван» | «Нефтчала»        | Первый дивизион | 2 : 1 |
| 2 | 27 февраля 2013 | 1/4 финала | «Ряван» | «Хазар-Ленкорань» | Премьер-лига    | 1 : 2 |

## Сборная Азербайджана

### U-17
С 18 июля по 4 августа 2009 года участвовал в подготовительно-тренировочных сборах юношеской сборной Азербайджана до 17 лет в немецком городе Мюнхен.